# 科瓦奇·费伦茨
科瓦奇·费伦茨（匈牙利語：Kovács Ferenc，1934年1月7日—2018年5月30日），匈牙利男子足球运动员，司职后卫。他曾代表匈牙利参加1960年夏季奥林匹克运动会足球比赛，获得一枚铜牌。